# Comuna Benesat, Sălaj
Benesat (în maghiară: Benedekfalva) este o comună în județul Sălaj, Transilvania, România, formată din satele Aluniș, Benesat (reședința) și Biușa.

## Demografie
Componența etnică a comunei Benesat
     Români (70,46%)
     Maghiari (24,59%)
     Alte etnii (0,3%)
     Necunoscută (4,65%)
Componența confesională a comunei Benesat
     Ortodocși (66,54%)
     Reformați (23,71%)
     Martori ai lui Iehova (2,29%)
     Penticostali (1,11%)
     Alte religii (1,03%)
     Necunoscută (5,32%)
Conform recensământului efectuat în 2021, populația comunei Benesat se ridică la 1.354 de locuitori, în scădere față de recensământul anterior din 2011, când fuseseră înregistrați 1.536 de locuitori. Majoritatea locuitorilor sunt români (70,46%), cu o minoritate de maghiari (24,59%), iar pentru 4,65% nu se cunoaște apartenența etnică. Din punct de vedere confesional, majoritatea locuitorilor sunt ortodocși (66,54%), cu minorități de reformați (23,71%), martori ai lui Iehova (2,29%) și penticostali (1,11%), iar pentru 5,32% nu se cunoaște apartenența confesională.

## Politică și administrație
Comuna Benesat este administrată de un primar și un consiliu local compus din 9 consilieri. Primarul, Sorin Alexandru Romocea[*], de la Partidul Național Liberal, este în funcție din 2004. Începând cu alegerile locale din 2024, consiliul local are următoarea componență pe partide politice:
|  | Partid                                 | Consilieri | Componența Consiliului | Componența Consiliului | Componența Consiliului |
|  | -------------------------------------- | ---------- | ---------------------- | ---------------------- | ---------------------- |
|  | Partidul Social Democrat               | 3          |                        |                        |                        |
|  | Partidul Național Liberal              | 3          |                        |                        |                        |
|  | Alianța pentru Unirea Românilor        | 1          |                        |                        |                        |
|  | Uniunea Democrată Maghiară din România | 1          |                        |                        |                        |
|  | Alianța Maghiară din Transilvania      | 1          |                        |                        |                        |

## Atracții turistice
- Ansamblul bisericii "Sfinții Arhangheli Mihail și Gavriil" din satul Benesat (vechi lăcaș de cult greco-catolic), constucție sec. XVII - XVIII, monument istoric (cod LMI SJ-II-m-B-05019.01)
- Statuia de piatră a "Maicii Domnului" din Benesat, construcție 1822, monument istoric